# Guldhjälmen
För andra betydelser, se Guldhjälmen (olika betydelser).
Guldhjälmen är det pris som delas ut till SDHLs och SHLs mest värdefulla spelare varje säsong, och det röstas fram av spelarna i respektive liga. 
För herrar har priset delats ut sen säsongen 1985/1986 och för damer sen säsongen 2019/2020. Priset delas ut av tidningen Hockey, från början i samarbete med Jofa men senare med CCM Hockey och C More och anses vara ett mycket prestigefyllt pris inom ishockeyn i Sverige.

## Vinnare

### Damer
- 2020 –  Lara Stalder, Brynäs IF[4]
- 2021 –  Kateřina Mrázová, Brynäs IF[4]
- 2022 –  Sidney Brodt, Linköpings HC[2]
- 2023 –  Anna Meixner, Brynäs IF[5]
- 2024 –  Lina Ljungblom, MODO Hockey[5]
- 2025 –  Elisa Holopainen, Frölunda HC[5]

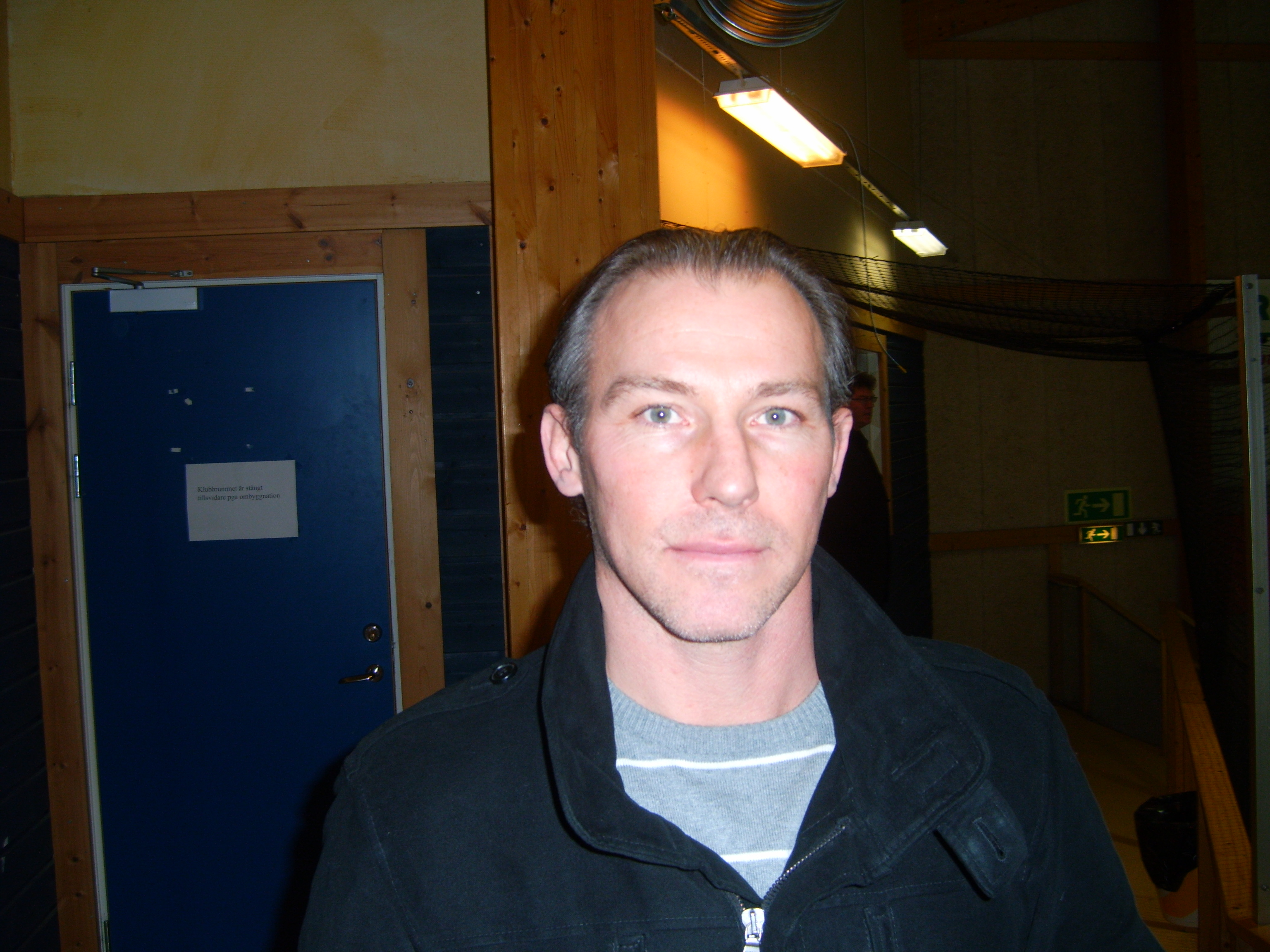
Rikard Franzén vann guldhjälmen 2000.

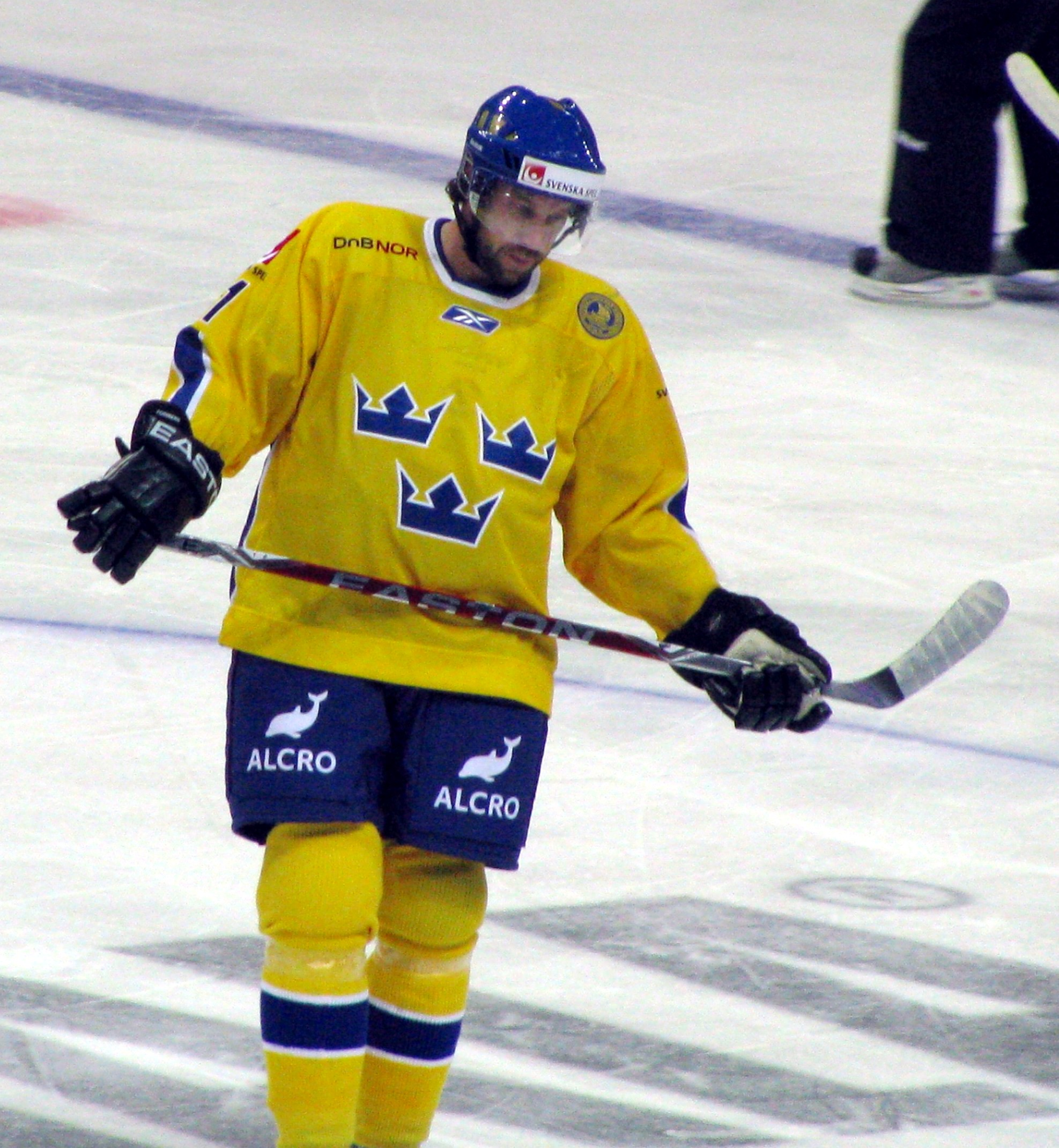
Peter Forsberg vann guldhjälmen 1993 och 1994.

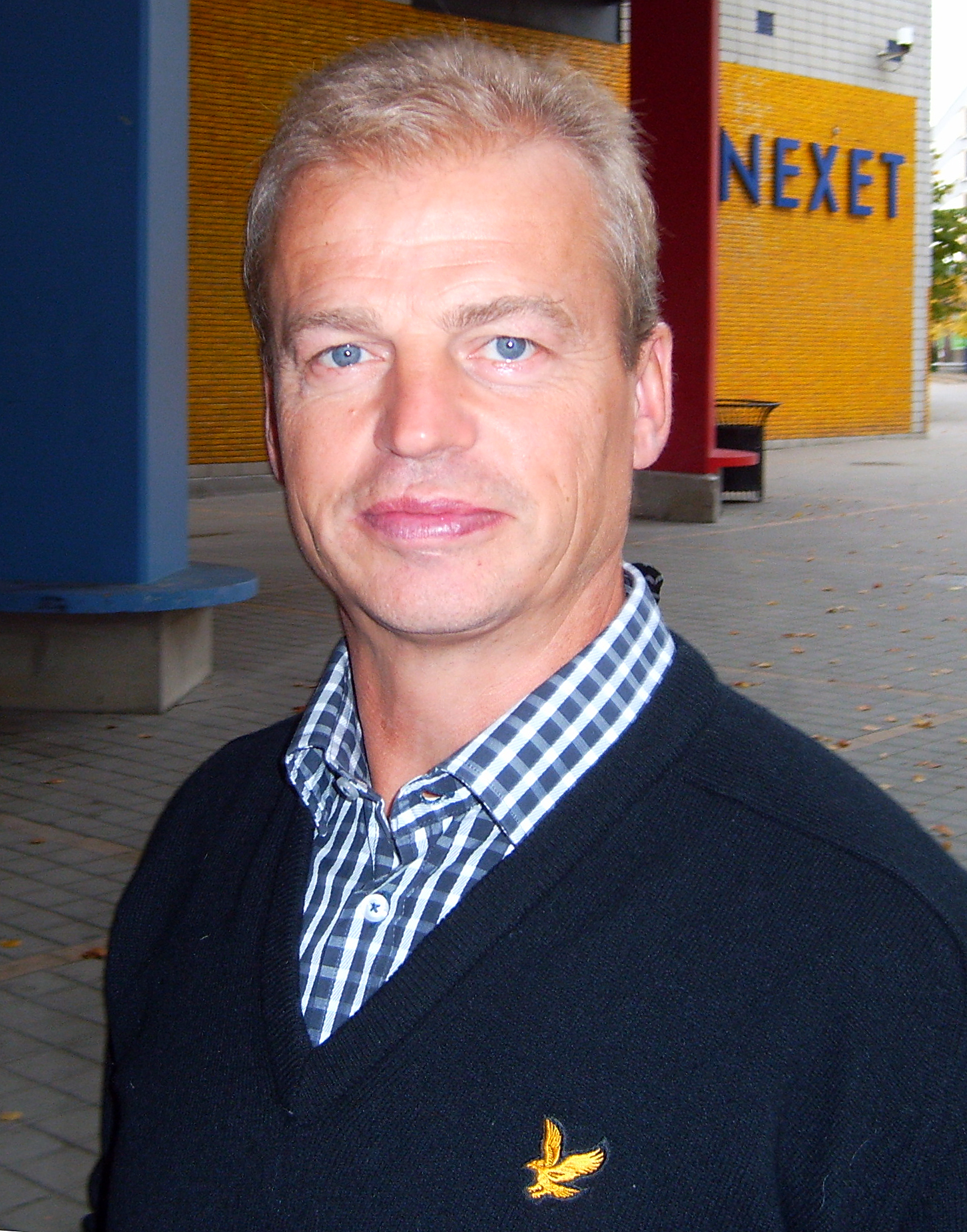
Bengt-Åke Gustafsson vann guldhjälmen 1990.

### Herrar
- 1986 –  Kari Eloranta, HV71 [6]
- 1987 –  Peter Lindmark, Färjestads BK [6]
- 1988 –  Anders Eldebrink, Södertälje SK [6]
- 1989 –  Anders Eldebrink, Södertälje SK [6]
- 1990 –  Bengt-Åke Gustafsson, Färjestads BK [6]
- 1991 –  Håkan Loob, Färjestads BK [6]
- 1992 –  Håkan Loob, Färjestads BK [6]
- 1993 –  Peter Forsberg, MODO Hockey [6]
- 1994 –  Peter Forsberg, MODO Hockey [6]
- 1995 –  Per-Erik Eklund, Leksands IF [6]
- 1996 –  Esa Keskinen, HV71 [6]
- 1997 –  Jarmo Myllys, Luleå HF [6]
- 1998 –  Tommy Söderström, Djurgårdens IF [6]
- 1999 –  Jan Larsson, Brynäs IF [6]
- 2000 –  Rikard Franzén, AIK [6]
- 2001 –  Kristian Huselius, Västra Frölunda HC [6]
- 2002 –  Ulf Söderström, Färjestads BK [6]
- 2003 –  Niklas Andersson, Västra Frölunda HC [6]
- 2004 –  Magnus Kahnberg, Västra Frölunda HC [6]
- 2005 –  Henrik Lundqvist, Frölunda HC [6]
- 2006 –  Andreas Karlsson, HV71 [6]
- 2007 –  Fredrik Bremberg, Djurgårdens IF [6]
- 2008 –  Tony Mårtensson, Linköpings HC [6]
- 2009 –  Johan Davidsson, HV71 [6]
- 2010 –  Mats Zuccarello Aasen, MODO Hockey [6]
- 2011 –  Magnus Johansson, Linköpings HC [5]
- 2012 –  Jakob Silfverberg, Brynäs IF [7]
- 2013 –  Bud Holloway, Skellefteå AIK [8]
- 2014 –  Joakim Lindström, Skellefteå AIK [9]
- 2015 –  Derek Ryan, Örebro HK [10]
- 2016 –  Anton Rödin, Brynäs IF [11]
- 2017 –  Joakim Lindström, Skellefteå AIK
- 2018 –  Joakim Lindström, Skellefteå AIK
- 2019 –  Jacob Josefson, Djurgårdens IF
- 2020 –  Kodie Curran, Rögle BK
- 2021 –  Marek Hrivík, Leksands IF
- 2022 –  Max Véronneau, Leksands IF[12]
- 2023 –  Antti Suomela, IK Oskarshamn
- 2024 –  Joel Persson, Växjö Lakers HC
- 2025 –  David Tomášek, Färjestad BK